# FedNow
FedNow là một dịch vụ thanh toán tức thì được phát triển bởi Cục Dự trữ Liên bang cho các tổ chức lưu ký tại Hoa Kỳ. Nó sẽ cho phép cá nhân và doanh nghiệp gửi và nhận tiền. Dịch vụ ra mắt vào ngày 20 tháng 7 năm 2023. Các ngân hàng sẽ có thể xây dựng các sản phẩm trên nền tảng FedNow.

## Hoạt động
Kế hoạch của FedNow là bắt đầu chứng nhận chính thức các thành viên tham gia chương trình vào tháng 4 năm 2023, với kế hoạch ra mắt chính thức vào tháng 7 năm 2023. Hệ thống sẽ hoạt động 24 trên 7 và 365 ngày trong năm, không giống như hệ thống hiện tại của chính phủ Mỹ, đóng cửa vào cuối tuần và các ngày lễ, Dự kiến chi phí giao dịch của FedNow sẽ chỉ khoảng 20% giá của các giải pháp thanh toán hiện nay, chi phí trung bình mỗi giao dịch của các nhà bán hàng hiện tại là 0,23 đô la.
Thanh toán tức thì với FedNow có thể thực hiện nhiều cải tiến mà tiền kỹ thuật số của ngân hàng trung ương (CBDC) đã được đề xuất. Tuy nhiên, FedNow không phải là CBDC, vì nó không phải là trách nhiệm pháp lý của chính quyền Liên bang.

## Lịch sử
Năm 2017, Công ty thanh toán The Clearing House, một tổ chức tư nhân do một liên minh các ngân hàng lớn tại Mỹ sở hữu, đã giới thiệu Hệ thống Thanh toán Trực tiếp (RTP), một hệ thống thanh toán tức thì tương tự cũng có sẵn cho tất cả các cơ sở tài chính tại Mỹ. Vào cuối những năm 2010, liên minh các ngân hàng lớn đã không thành công trong việc thuyết phục chính phủ ngăn Ngân hàng Dự trữ Liên bang phát triển dịch vụ cạnh tranh FedNow, trong khi các ngân hàng nhỏ hơn và các công ty công nghệ tài chính khuyến khích Fed tiếp tục phát triển FedNow.
Thanh toán tức thì giải quyết hầu hết các vấn đề mà đồng tiền kỹ thuật số của Ngân hàng Dự trữ Liên bang sẽ giải quyết. Tuy nhiên, FedNow không phải là một CBDC, bởi vì nó không phải là một trách nhiệm của chính phủ Liên bang.
Trước khi ra mắt vào tháng 7 năm 2023, Moody's Investor Service đã phát hành một báo cáo nêu ra các vấn đề tiềm tàng với dịch vụ này. Họ đã lưu ý rằng các công ty hiện có trong lĩnh vực thanh toán có thể gặp suy giảm doanh thu, các cơ sở tham gia có thể bị buộc phải nâng cấp công nghệ và nhân sự, và có khả năng ngân hàng sẽ rơi vào tình trạng gián đoạn dòng tiền, ngay cả khi có những lợi ích tiềm năng như giảm chi phí và nâng cao hiệu quả trong hệ sinh thái thanh toán.